# 蛇口人民医院
深圳市南山区蛇口人民医院，又称深圳市前海蛇口自贸区医院、中南大学湘雅二医院深圳医院，是一家位于广东省深圳市南山区蛇口工业区七路36号的三级综合医院。

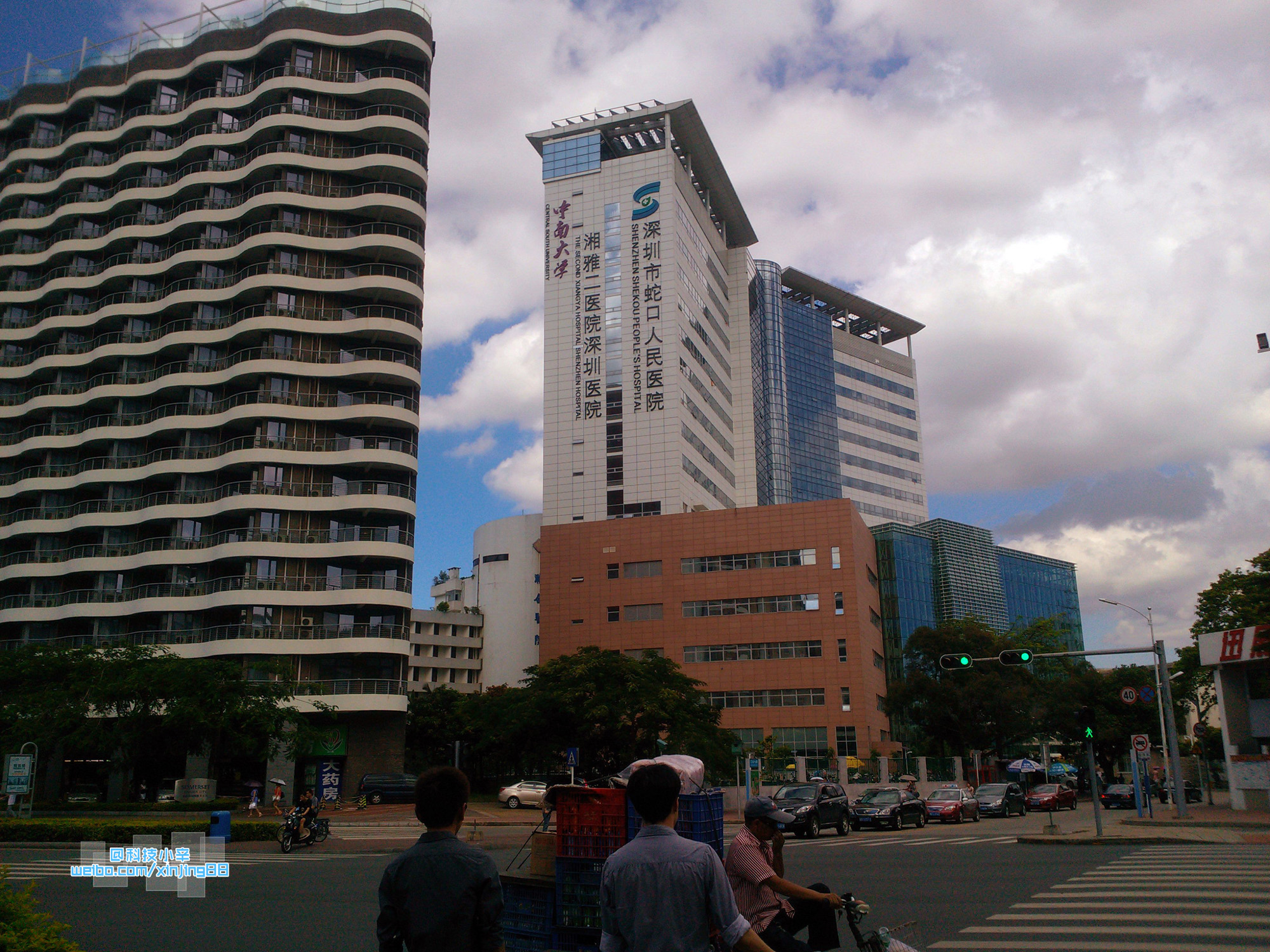
蛇口人民医院大楼

## 沿革
1955年，蛇口联合诊所在蛇口老街成立。
1965年迁至围仔东，更名为蛇口公社卫生院。
1984年，蛇口公社卫生院更名为蛇口医院。
1989年2月11日，更名为蛇口人民医院。蛇口人民医院分设综合病房、门诊、急诊护理组。
1990年，成立护理部。
1992年，蛇口人民医院实行护理部主任、护士长二级管理体制，并成立护理质量管理委员会。
1994年，评为爱婴医院。
1995年，评为二级甲等医院。
1999年9月，门诊大楼建成投入使用。
2000年11月，赤湾医院并入蛇口人民医院。
2011年，挂牌中南大学湘雅二医院深圳医院。
2021年，第一名称变更为深圳市前海蛇口自贸区医院。

## 相關事件
2020年1月11日上午，该医院收治了一名41岁印度籍女性重症肺炎患者，患者 MAHE SHWARI 系深圳蛇口科爱赛国际学校老师。患者在入院前1周有咳嗽、发热，入院后严重呼吸衰竭，1月12日，深圳市衛生健康委員會发布情报说明称与COVID-19疫情无关。

## 資料來源
1. ↑  . 深圳政府在线.   [2020-01-13]. （原始内容存档于2020-07-23）.
2. ↑  深圳市南山区区志编纂委员会编. . 北京：方志出版社. 2012.11: 1063. ISBN 978-7-5144-0457-9.
3. ↑  深圳市南山区区志编纂委员会编. . 北京：方志出版社. 2012.11: 1054. ISBN 978-7-5144-0457-9.
4. ↑  . www.skhosp.cn.   [2022-05-26]. （原始内容存档于2022-07-15）.
5. ↑  . 2020-01-12  [2020-01-13]. （原始内容存档于2020-01-13）.
6. ↑  北京新闻网. . 北京新闻网.   [2020-07-08]. （原始内容存档于2021-01-25）.